# 奥莉加·科尔布特

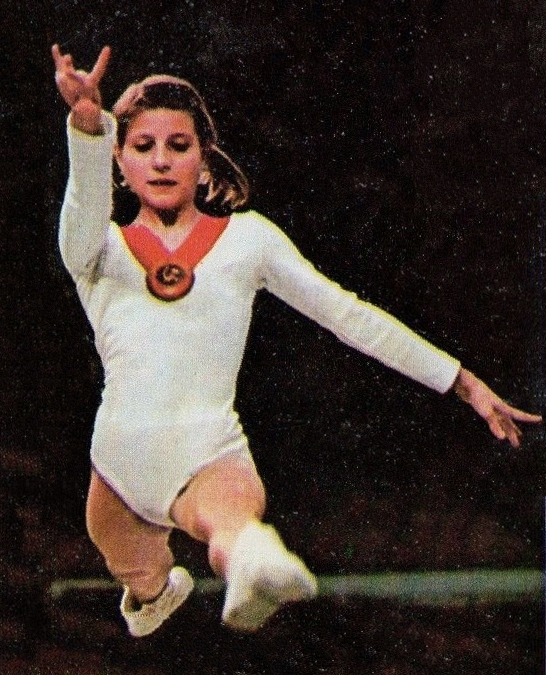
奥莉加·科尔布特在1972年慕尼黑奥运会上

奥莉加·瓦莲京诺芙娜·科尔布特（1955年5月16日—），也被称为来自明斯克的麻雀，白俄罗斯人，苏联前体操选手。她在1972年慕尼黑和1976年蒙特利尔夏季奥运会中，为苏联代表队获得4枚奥林匹克金牌和2枚银牌，1988年亦是國際體操名人堂的首屆入選者。
在苏联加盟共和国白俄罗斯出生的科尔布特在8岁时参加训练，9岁进入了由Renald Knysh教育领导的体育学校。科尔布特在学校的教练为获得奥运会金牌选手Yelena Volchetskaya，但是她在一年后转至Knysh教练之下。

## 備注
1. ↑  白羅斯語羅馬化：Volha Valyantsinawna Korbut
2. ↑  俄語羅馬化：Ol'ga Valentinovna Korbut